# Tobias Werner
Tobias Werner (Gera, 19 juli 1985) is een Duits voetballer die bij voorkeur als linksbuiten speelt. Hij tekende in augustus 2016 een contract tot medio 2019 bij VfB Stuttgart, dat hem overnam van FC Augsburg.

## Clubcarrière
Werner speelde in de jeugd bij BSG Wismut Gera en Carl Zeiss Jena. Hij speelde vervolgens negentig competitiewedstrijden in het eerste elftal van Carl Zeiss Jena, waarin hij twaalf doelpunten maakte. Werner stapte in juli 2008 transfervrij over naar FC Augsburg, op dat moment actief in de 2. Bundesliga. Hij tekende hier oorspronkelijk een tweejarig contract. Werner promoveerde in 2011 met Augsburg naar de Bundesliga, waarin hij op 6 augustus 2011 debuteerde. Hij speelde tot en met 2016 uiteindelijk 187 competitiewedstrijden voor de club. Hoogtepunt in die periode was een vijfde plek in het seizoen 2014/15 en daarmee ook plaatsing voor de Europa League. Gedurende 2015/16 was hij geen basisspeler meer.
Werner tekende in augustus 2016 een contract tot medio 2019 bij VfB Stuttgart, dat in het voorgaande seizoen degradeerde naar de 2. Bundesliga.